# فرودگاه مکیندو
فرودگاه مکیندو (به انگلیسی: Makindu Airport) یک فرودگاه همگانی، غیرنظامی است که یک باند فرود سنگفرش دارد و طول باند آن ۹۱۰ متر است. این فرودگاه در کشور کنیا قرار دارد و در ارتفاع ۱۰۰۰ متری از سطح دریا واقع شده است.